# LOOPER/ルーパー
『LOOPER/ルーパー』（Looper）は、ライアン・ジョンソン監督による2012年のアメリカ合衆国のSF映画。出演はブルース・ウィリス、ジョゼフ・ゴードン＝レヴィット、エミリー・ブラント。

## ストーリー
舞台は近未来2044年のカンザス州、ジョーは未来の犯罪組織との契約でタイムマシンで過去である今に送り込まれた標的を射殺して死体を処理する殺し屋、通称「ルーパー」だ。しかしある依頼で処理することになったのは、30年後の未来からやってきた自分自身だった。未来の自分(オールド・ジョー)に反撃されて殺せずに取り逃がしてしまったジョーは、逃亡しているオールド・ジョーの最終目的は30年後に未来の犯罪王「レインメーカー」となる幼い子供の抹殺であることを知る。

## キャスト
※括弧内は日本語吹替
- ジョー - ジョセフ・ゴードン＝レヴィット[3]（内田夕夜）
- ルーパーの一人。しかし、未来から来た自分を殺すことになってしまう。
- オールド・ジョー - ブルース・ウィリス[3]（中村秀利）
- 未来のジョー。レインメーカーを追っている。
- サラ - エミリー・ブラント[3]（甲斐田裕子）
- シドの母親。シングルマザー。
- セス - ポール・ダノ[3]（寸石和弘）
- ジョーの仲間。拷問を受けて殺害される。
- キッド・ブルー - ノア・セガン[3]（宮本崇弘）
- エイブの手下。
- スージー - パイパー・ペラーボ[3]（冨樫かずみ）
- 風俗店で働いている。シングルマザー。
- エイブ - ジェフ・ダニエルズ[3]（土師孝也）
- 組織のボス。
- シド - ピアース・ガニォン（高垣彩陽）
- サラの息子。実は念動力を使える。
- オールド・ジョーの妻 - サマー・チン[3]
- レインメーカーに殺害される。
- ベアトリクス - トレイシー・トムズ
- カフェの店員。
- オールド・セス - フランク・ブレナン
- セスの未来。
- ジェシー - ギャレット・ディラハント
- 未来からやってきた刺客。
- デイル - ニック・ゴメス（英語版）
- ザック - マーカス・ヘスター

## 製作

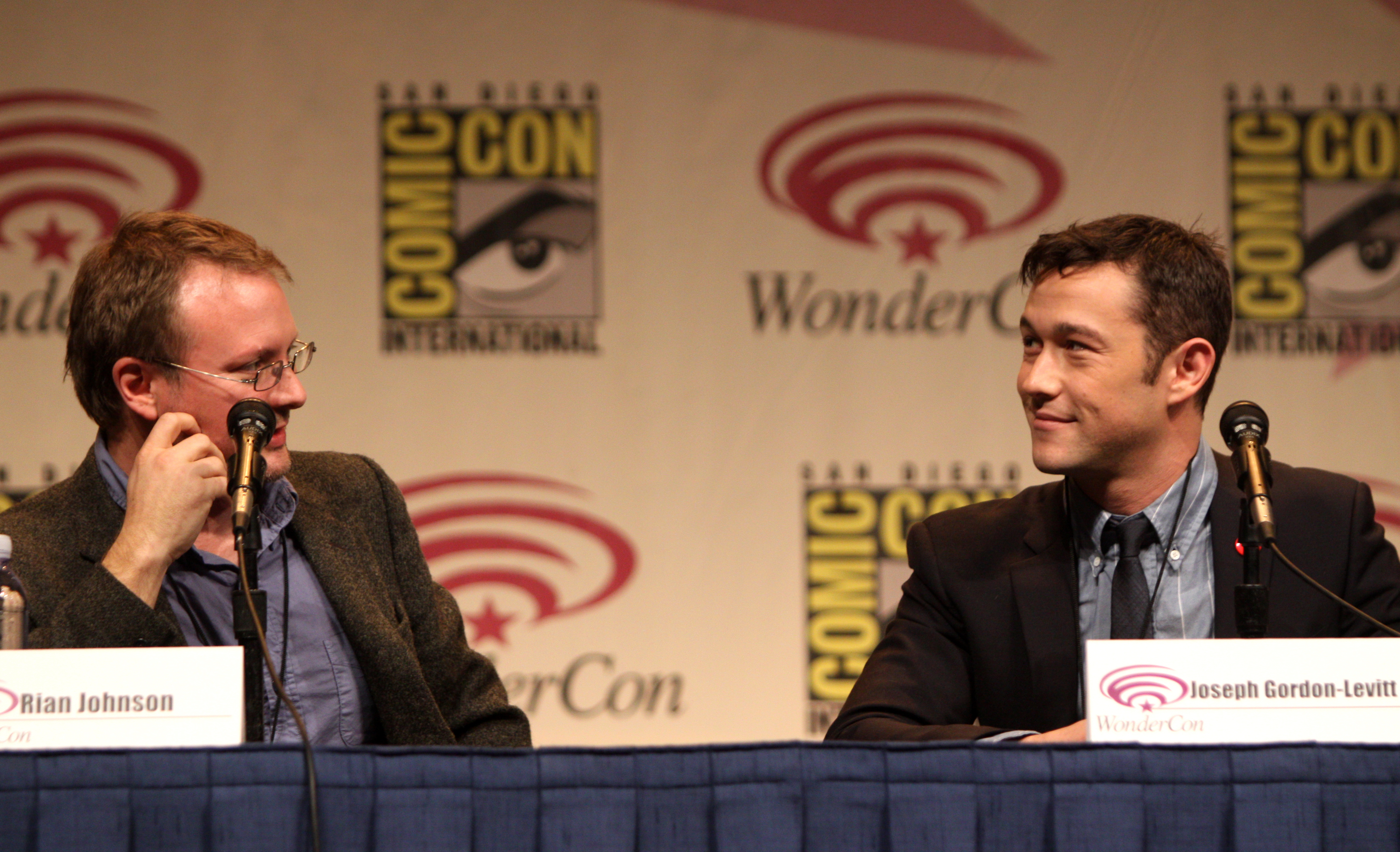
2012年のワンダーコンのプロモーションで話すライアン・ジョンソンとジョゼフ・ゴードン＝レヴィット。

『LOOPER/ルーパー』はライアン・ジョンソンが脚本を執筆し、監督している。ジョンソンは2008年に『ブラザーズ・ブルーム』を公開した後、2009年に『LOOPER/ルーパー』の製作を開始することを目標とし、それまで共同していたプロデューサーのラム・バーグマンと再提携した。2010年5月、『プレミアム・ラッシュ』が撮影完了した後に加わるという前提でジョセフ・ゴードン＝レヴィットがキャスティングされた。同月末、ブルース・ウィリスもキャスティングされた。さらに10月、エミリー・ブラントも加わった。
撮影は2011年1月よりルイジアナ州で始まり、4月には上海で行われた。『プライマー』の監督であるシェーン・カルースがタイムトラベルシーンの特殊効果を作成する際に関与している。
ジョセフ・ゴードン＝レヴィットはその役どころのため、辻一弘による特殊メイクを施されている。

## 公開
アメリカ合衆国では2012年9月28日に公開。映画の制作会社であるエンドゲーム・エンターテイメントは2011年5月のカンヌ国際映画祭でフィルム・ディストリクトと交渉し、トライスター ピクチャーズを通じて、アメリカ合衆国で公開される。
中国での公開時にはペーシングを理由により本来カットされたいくつかの上海の数シーンが追加される。この働きは、中国の観客にさらにアピールするために中国の製作会社であるDMGエンターテイメントによって要求された。
2012年9月6日に第37回トロント国際映画祭のガラ・プレゼンテーションに選ばれ、オープニング作品として上映された。

## Blu-ray/DVD
ポニーキャニオンよりBlu-ray DiscとDVDが発売。
- Blu-ray
  - LOOPER/ルーパー　品番：PCXP-50145　発売日：2013年7月10日
  - 【おトク値!】LOOPER/ルーパー Blu-rayPCXP-50374　品番：　発売日：2016年2月17日
- DVD
  - LOOPER/ルーパー　品番：PCBP-53046　発売日：2013年7月10日
  - 【おトク値!】LOOPER/ルーパー DVD　品番：PCBP-53440　発売日：2016年2月17日

## 評価

### 批評家の反応
Rotten Tomatoesでは239件の批評家レビューで支持率は94%、平均点は8.1/10となった。Metacriticでは44媒体のレビューで加重平均値を84/100とした。

### 受賞とノミネート
| 賞                                   | 部門                 | 候補者                         | 結果       |
| ------------------------------------ | -------------------- | ------------------------------ | ---------- |
| ナショナル・ボード・オブ・レビュー賞 | オリジナル脚本賞     | ライアン・ジョンソン           | 受賞       |
| ワシントンD.C.映画批評家協会賞       | オリジナル脚本賞     | ライアン・ジョンソン           | 受賞       |
| クリティクス・チョイス・アワード     | オリジナル脚本賞     | ライアン・ジョンソン           | ノミネート |
| クリティクス・チョイス・アワード     | アクション映画女優賞 | エミリー・ブラント             | ノミネート |
| クリティクス・チョイス・アワード     | アクション映画男優賞 | ジョセフ・ゴードン＝レヴィット | ノミネート |
| クリティクス・チョイス・アワード     | アクション映画賞     | 『LOOPER/ルーパー』            | ノミネート |
| クリティクス・チョイス・アワード     | SF映画賞             | 『LOOPER/ルーパー』            | 受賞       |
| ラスベガス映画批評家協会賞           | 脚本賞               | ライアン・ジョンソン           | 受賞       |
| シカゴ映画批評家協会賞               | オリジナル脚本賞     | ライアン・ジョンソン           | ノミネート |
| シカゴ映画批評家協会賞               | 助演女優賞           | エミリー・ブラント             | ノミネート |
| 全米脚本家組合賞                     | オリジナル脚本賞     | ライアン・ジョンソン           | ノミネート |
| ヒューストン映画批評家協会賞         | オリジナル脚本賞     | ライアン・ジョンソン           | ノミネート |
| オースティン映画批評家協会賞         | オリジナル脚本賞     | ライアン・ジョンソン           | 受賞       |
| フロリダ映画批評家協会賞             | オリジナル脚本賞     | ライアン・ジョンソン           | 受賞       |
| オンライン映画批評家協会賞           | オリジナル脚本賞     | ライアン・ジョンソン           | ノミネート |
| ユタ映画批評家協会賞                 | オリジナル脚本賞     | ライアン・ジョンソン           | ノミネート |

### トップテン入り
本作は様々な批評家、媒体による2012年のトップテン作品に入った。
| 批評家・媒体         | 順位 |
| -------------------- | ---- |
| James Berardinelli   | 1    |
| MTV                  | 3    |
| The Skinny           | 4    |
| ニューヨーク・ポスト | 8    |
| Total Film           | 9    |
| ハフィントン・ポスト | 10   |
| The Atlantic Wire    | N/A  |